# Yohan Eudeline
Pour les articles homonymes, voir Eudeline.
Yohan Eudeline, né le 23 juin 1982 à Caen, est un footballeur français, devenu dirigeant. 
Il évolue au poste de milieu offensif du début des années 2000 au milieu des années 2010. Après des débuts à l'USON Mondeville , il rejoint le SM Caen. Il évolue ensuite à l'EA Guingamp, au CS Sedan Ardennes, au FC Nantes et à Angers SCO où il termine sa carrière professionnelle et entame sa reconversion comme recruteur. Il est de 2019 à 2025 le directeur sportif du SM Caen.

## Biographie
Après avoir fait ses classes au club de Méry-Corbon pendant sept ans, Yohan Eudeline intègre le principal club de la région, le Stade Malherbe de Caen. Il y reste deux ans mais ne parvient pas à entrer au centre de formation. À quinze ans, il rejoint le club d'Argences dans lequel il reste trois ans, puis l'USON Mondeville, club de CFA 2 situé dans la banlieue caennaise dont il finit par rejoindre l'équipe première. 
Son jeu séduit l'encadrement technique du Stade Malherbe de Caen, où il signe un contrat amateur à l'âge de 21 ans. Contre toute attente, il participe au premier match de la saison 2003-2004 à l'extérieur face à l'ES Troyes AC. Au cours de la saison il s'impose, participe à 34 matchs et marque six buts. Le club monte en Ligue 1, et Yohan Eudeline doit faire face à la concurrence de l'international belge Grégory Dufer, recruté lors du mercato d'été. Après un bon début de saison, Yohan Eudeline se blesse et reste indisponible plusieurs mois. L'équipe est reléguée en Ligue 2, à la suite de sa défaite au FC Istres. Yohan Eudeline retrouve donc la Ligue 2 mais il se blesse de nouveau assez sérieusement lors de la première journée, contre l'US Créteil. Il est remplacé au poste de milieu droit par Yoan Gouffran, qui réalise de bonnes prestations et, de retour de blessure, Yohan Eudeline ne parvient pas à retrouver sa place de titulaire. 
Il est transféré à l'EA Guingamp pour la saison 2006-2007 et y retrouve Patrick Remy, son premier entraîneur au SM Caen. Après deux saisons en Bretagne, Eudeline quitte le club et signe un contrat avec le CS Sedan-Ardennes pour deux ans. Il est régulièrement titulaire pendant sa première saison dans les Ardennes. Lors de la saison 2009-2010, il est replacé définitivement sur le côté gauche et y réalise une très bonne saison au point d'être élu troisième meilleur sedanais de la saison par les supporters.
En fin de contrat en juin 2010, il décide de ne pas continuer son aventure avec le club ardennais, souhaitant un nouveau challenge en Ligue 1. Sans proposition pour passer en première division et ne voulant pas quitter le CS Sedan pour un autre club de Ligue 2, il décide finalement de prolonger avec le club pour deux ans avec une année supplémentaire en cas de montée.
En juillet 2012, il signe au FC Nantes. Le 24 janvier 2014, il résilie son contrat avec le FC Nantes  et signe un contrat de un an et demi avec une année en option en cas de montée en faveur du SCO Angers. 
Le 12 mai 2016, il décide de prendre sa retraite sportive après 13 ans de période professionnelle. Quelques semaines plus tard, il devient recruteur au SCO d'Angers. 
Il est nommé le 11 mai 2019 directeur du recrutement du SM Caen, le club de ses débuts professionnels. Moins de deux mois plus tard, le 26 juin 2019, il est nommé directeur sportif. Il succède à Alain Caveglia, parti en avril. Après le rachat du club par Kylian Mbappé en 2024, il est écarté de la direction, qui est complètement renouvelée. Son départ est confirmé par la presse en janvier 2025, au moment de l'arrivée de Reda Hammache au club.

## Statistiques
| Saison          | Club              | Pays   | Division | Matchs | Buts |
| --------------- | ----------------- | ------ | -------- | ------ | ---- |
| 2003-2004       | SM Caen           | France | 2        | 30     | 6    |
| 2004-2005       | SM Caen           | France | 1        | 24     | 1    |
| 2005-2006       | SM Caen           | France | 2        | 17     | 1    |
| 2006-2007       | EA Guingamp       | France | 2        | 18     | 0    |
| 2007-2008       | EA Guingamp       | France | 2        | 26     | 0    |
| 2008-2009       | CS Sedan-Ardennes | France | 2        | 25     | 2    |
| 2009-2010       | CS Sedan-Ardennes | France | 2        | 30     | 6    |
| 2010-2011       | CS Sedan-Ardennes | France | 2        | 33     | 5    |
| 2011-2012       | CS Sedan-Ardennes | France | 2        | 28     | 7    |
| 2012-2013       | FC Nantes         | France | 2        | 31     | 4    |
| 2013- Jan 2014  | FC Nantes         | France | 1        | 2      | 0    |
| Jan - Juin 2014 | Angers SCO        | France | 2        | 14     | 1    |
| 2014/2015       | SCO Angers        | France | 2        | 13     | 3    |
| 2015/2016       | SCO Angers        | France | 1        | 0      | 0    |

## Palmarès
- Vice-champion de Ligue 2 avec le SM Caen en 2004
- Finaliste de la Coupe de la Ligue avec le SM Caen en 2005